# Saint-Aignan-de-Cramesnil

Saint-Aignan-de-Cramesnil este o comună în departamentul Calvados, Franța. În 1 ianuarie 2018 avea o populație de 632 de locuitori.